# Muhlenbergia hakonensis
Muhlenbergia hakonensis là một loài thực vật có hoa trong họ Hòa thảo. Loài này được (Hack.) Makino mô tả khoa học đầu tiên năm 1917.